# Hyleoides planifrons
Hyleoides planifrons är en biart som beskrevs av Houston 1975. Hyleoides planifrons ingår i släktet Hyleoides och familjen korttungebin. Inga underarter finns listade i Catalogue of Life.